# ناحیه گولریپشی
ناحیه گولریپشی (به لاتین: Gulripshi District) یک منطقهٔ مسکونی در آبخاز است که در آبخاز واقع شده‌است. ناحیه گولریپشی ۱٬۸۳۵ کیلومتر مربع مساحت و ۱۸٬۰۳۲ نفر جمعیت دارد.